# روجر اسموسين
روجر اسموسين (بالألمانية: Roger Asmussen)‏ هو سياسي ألماني، ولد في 6 سبتمبر 1936 في بريمرهافن في ألمانيا، وتوفي في 7 يونيو 2015. حزبياً، نشط في الاتحاد الديمقراطي المسيحي. وقد انتخب عضو مجلس الشورى الموحد شليزفيغ-هولشتاين.

## روابط خارجية
- روجر اسموسين على موقع مونزينجر (الألمانية)